# Yvette Cauchois

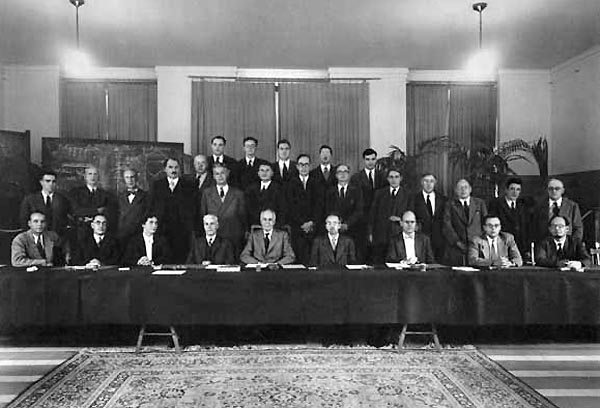
Yvette Cauchois és asseguda, en la tercera posició començant per l'esquerra.

Yvette Cauchois (París 19 de desembre de 1908 - 19 de novembre de 1999) va ser una física francesa coneguda per les seves contribucions a l'espectroscòpia de raigs X i l'òptica de raigs X, i per ser pionera en la recerca europea del sincrotró.

## Educació
Cauchois va assistir a l'escola a París i va realitzar estudiar a la Sorbona, on va obtenir el títol en ciències físiques al juliol de 1928. Cauchois va fer estudis de postgrau en el Laboratori de Física i Química amb el suport d'una beca del Fons Nacional per a la Ciència. El seu doctorat, de 1933, era una recerca sobre l'ús de cristalls corbats per a anàlisis de raigs X d'alta resolució.

## Carrera acadèmica
Després d'acabar els estudis de doctorat, Cauchois va ser nomenada ajudant de recerca en el laboratori de Jean Perrin, al Centre Nacional de Recerca Científica (CNRS). Va ser promoguda a associada de recerca el 1937, i el mateix any va participar en el llançament del Palais de la Découverte.
El gener de 1938 Cauchois va ser nomenada cap del Laboratori de Física i Química de la Facultat de Ciències de París. Quan va esclatar la Segona Guerra Mundial, Cauchois va mantenir la continuïtat en el Laboratori, actuant com a Cap d'Estudis quan Jean Perrin va haver de fugir als Estats Units. El 1945, quan, després de l'Alliberament de París, es va destituir Louis Dunoyer de Segonzac, Cauchois va ser promoguda a professora a la Sorbona. Es va fer càrrec de la càtedra de Física i Química el 1954, succeint també Edmond Bauer per fer-se càrrec del laboratori.
Amb el nombre d'investigadors superant l'espai disponible en el Laboratori, Cauchois va fundar el Centre de Química d'Orsay el 1960. Va dirigir aquesta organització durant deu anys, al mateix temps que continuava amb la feina a la Sorbona. Es va incorporar a la Universitat de París VI el 1971, després de la divisió de la Sorbona.
Cauchois va presidir la Societat Francesa de Física i Química en el període 1975-1978. Va ser la segona dona a fer-ho després de Marie Curie. Des de 1978 fins a la seva jubilació el 1983, Cauchois va ser Professora Emèrita de la Universitat de París VI. Cauchois encara va fer recerca de laboratori fins al 1992, amb 83 anys. Al llarg de la seva vida va realitzar més de 200 publicacions, que segueixen sent citades en l'actualitat.

### Recerca sobre raigs X i cristalls
Al principi de la dècada de 1930, Cauchois va establir els principis fonamentals d'un nou espectròmetre de raigs X que, a més de ser fàcil d'usar, tenia una alta resolució, complint la Llei de Bragg. El nou tipus d'espectròmetre va rebre el seu nom, i des de 1934 el va fer servir per observar les emissions de gasos i els multiplets (representació d'una estructura matemàtica per exemple de línies espectrals). La nova tècnica es va usar per tot el món en l'anàlisi dels raigs X i dels raigs gamma i va propiciar una expansió en els estudis sobre radiació. Cauchois va ser pionera en els desenvolupaments de la imatgeria de rajos X i va observar que la radiació per raigs X podia ser enfocada usant cristalls corbats per al seu ús en monocromadores i en difracció de raigs X. Els treballs de Cauchois en microscopía de raigs X van constituir els primers passos en la determinació dels espectres de fotoabsorció. Cauchois utilitzava la radiació reflectida per estudiar l'estructura electrònica dels materials.
Cauchois va estudiar de manera sistemàtica els espectres de raigs X dels metalls pesants i dels actínids. El 1936, Cauchois i Horia Hulubei van assegurar haver descobert l'element 85 de la taula periòdica mitjançant anàlisi per raigs X, duent a terme recerques posteriors i publicant-ne estudis el 1939. Cauchois, Sonia Cotelle, i Hulubei van demostrar la presència de poloni i neptuni, i Cauchois posteriorment va ser pionera en els estudis dels espectres dels elements transuránicos.
La fascinació de Cauchois per l'astrofísica la va portar a estudiar la radiació de rajos X extraterrestres, en particular l'espectre de raigs X del Sol mitjançant l'ús d'experiments amb míssils. En 1970 Cauchois va produir imatges en raigs X del Sol.

## Sincrotró i recerca sobre el Sol
A partir de 1962, Cauchois va iniciar un programa de recerca en col·laboració amb el Istituto Superiore di Sanità del Laboratori Nacional de Frascati per explorar les possibilitats de la recerca del sincrotró. Va ser la primera persona a Europa a adonar-se del potencial de la radiació emesa pels electrons que giren en el sincrotró com a font per comprendre les propietats de la matèria. A principis dels anys setanta, Cauchois va dur a terme els seus experiments en el LURE (Laboratoire pour l'utilisation des radiations électromagnétiques, Laboratori per a la utilització de les radiacions electromagnètiques).

## Vida personal
Cauchois estava particularment interessada a ajudar els joves i desfavorits. També li agradava la poesia i la música, i va ser una reputada pianista.
Després de reunir-se amb un sacerdot del monestir de Bârsana i discutir-hi temes religiosos, Cauchois va decidir batejar-se en la religió ortodoxa. Va viatjar a Maramures, Romania, el 1999, amb 90 anys, i va ser batejada allí.
Cauchois va contreure bronquitis en aquest viatge, i va morir uns dies després de tornar a París. Està enterrada al Monestir de Bârsana, al qual va llegar els seus bens.

## Premis
- Premi Ancel de la Société chimique de France (1933)
- Premi Henri Becquerel de l'Acadèmia Francesa de les Ciències (1935)
- Premi Gizbal-Baral (10.000 francs) de l'Acadèmia Francesa de les Ciències (1936)
- Premi Henry de Jouvenel per l'activitat científica desinteressada (10.000 francs) del Ministeri d'Educació Nacional (França) (1938)
- Premi Jerome Ponti de l'Acadèmia Francesa de les Ciències (1942)
- Premi Triossi de l'Acadèmia Francesa de les Ciències (1946)
- Comandant de l'Orde del Ministeri d'Educació
- Oficial de la Legió d'Honor
- Oficial de l'Orde Nacional del Mèrit (França)
- Medalla de la Societat Txecoslovaca d'Espectroscòpia (1974)
- Medalla d'or de la Universitat de París (1987)
- Doctora honoris causa per la Universitat de Bucarest (1993)[4]
- El nom de Cauchois va ser donat a un carrer de la nova àrea universitària de Moulon a Gif-sur-Yvette i a un altre carrer a Tomblaine (Meurthe i Moselle).